# ジェリー・ブレビンス
ジェリー・リチャード・ブレビンス（Jerry Richard Blevins, 1983年9月6日 - ）は、アメリカ合衆国テネシー州ジョンソンシティ出身の元プロ野球選手（投手）。左投左打。愛称はゴルド（Gordo）。

## 経歴

### プロ入り前
デイトン大学で2年間投手で所属し、21試合で7勝4敗の記録を残した。また、後に再び同僚となるクレイグ・スタメンとチームメイトであり、2人ともコミュニケーション学科だったため、授業も同じでいつも一緒に行動していた。

### プロ入りとカブス傘下時代
2004年のMLBドラフト17巡目（全体516位）でシカゴ・カブスから指名され、6月23日に契約。この年は傘下のA-級ボイシ・ホークスでプロデビューし、23試合に登板した。
2005年はA級ピオリア・チーフスで投げたが、2006年にはA-級ボイシに戻り、他にもA+級デイトナ・カブスやAA級ウエストテン・ダイヤモンドジャックスでも登板した。
2007年はA+級デイトナで開幕を迎え、15試合で1勝0敗、防御率0.38の成績を残したところで5月15日にAA級テネシー・スモーキーズに昇格した。同球団では23試合に登板して2勝2敗、防御率1.53の成績だった。2球団合計では38試合で3勝2敗、防御率1.02だった。

### アスレチックス時代

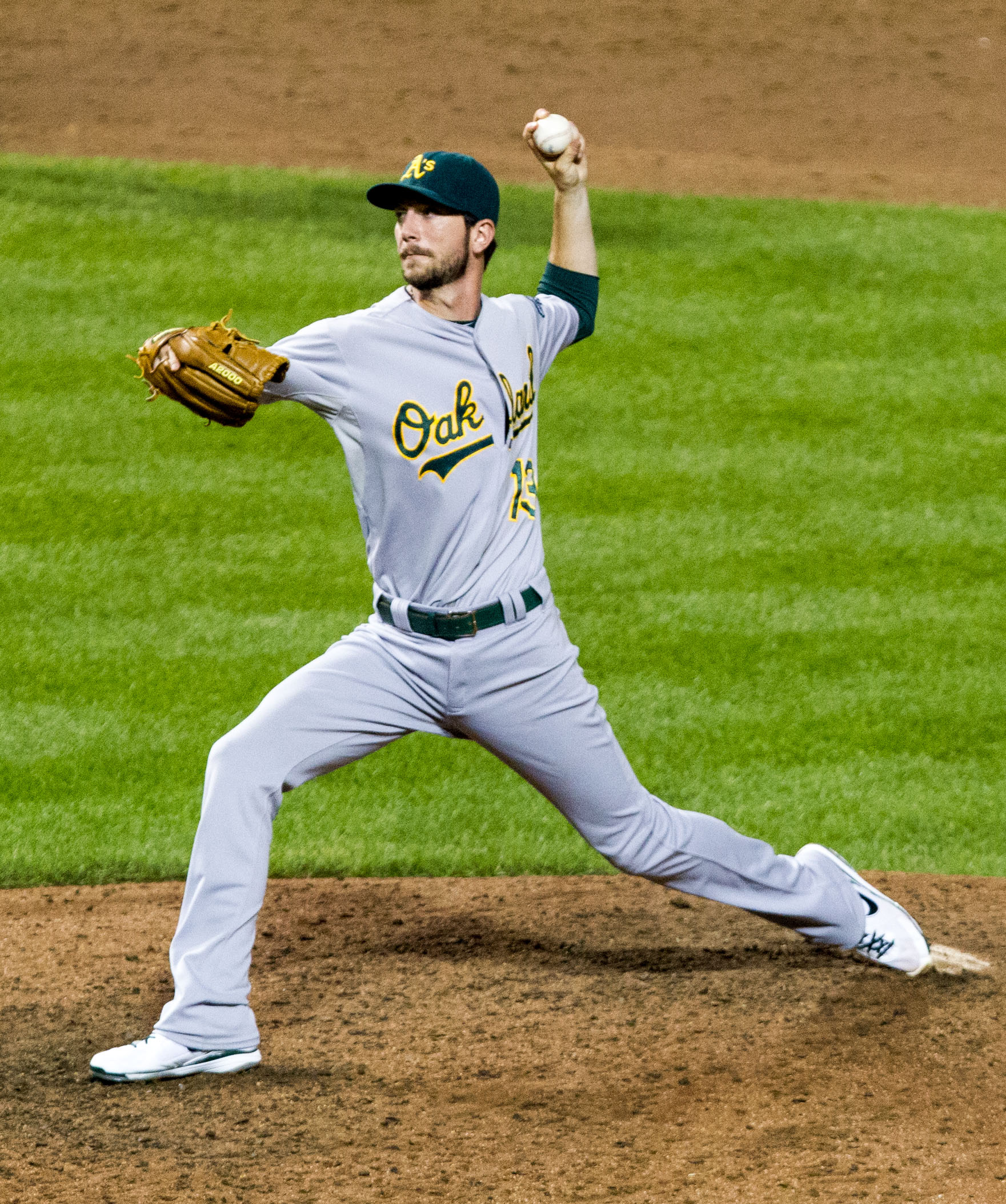
オークランド・アスレチックス時代
（2012年7月27日）

2007年7月16日にジェイソン・ケンドールとのトレードで、ロブ・ボウエンと共にオークランド・アスレチックスへ移籍。
移籍後は傘下のAA級ミッドランド・ロックハウンズで17試合に登板して1勝3敗・防御率3.32の成績を残し、8月31日からはAAA級サクラメント・リバーキャッツに昇格。マイナーのシーズン終了前、1試合に登板して2回2/3を被安打無しで勝利を挙げ、チームに貢献した。9月15日にメジャーに昇格すると、16日のテキサス・レンジャーズ戦でメジャーデビューし、9回に登板。デビッド・マーフィーから三振を取った。
この年はマイナー通算56試合で通算5勝5敗、防御率1.63、1試合平均11.87打席、77回1/3イニングで102個の三振を奪った。
オフの11月に開催された第37回IBAFワールドカップのアメリカ合衆国代表に選出された。
2008年はメジャーとマイナーを行き来し、AAA級サクラメントでは28試合に登板して2勝2敗、防御率2.78、WHIP1.14の成績を残し、メジャーでは36試合に登板して1勝3敗、防御率3.11、WHIP1.19の記録した。
2009年もメジャーとマイナーを行き来し、AAA級サクラメントでは45試合に登板して5勝3敗、防御率3.84、WHIP1.31の成績を残し、メジャーでは20試合の登板で防御率4.84、WHIP1.12を記録した。
2010年は初めてシーズンを通してメジャーで投げた。主に左のワンポイントとしての起用で63試合に登板し、対左の被打率.228を記録。
2011年8月3日に40人枠から外れるが、31日に再昇格する。この年は26試合と、登板機会が減少した。
2012年、2013年は60試合以上に登板している。

### ナショナルズ時代
2013年12月11日にビリー・バーンズとのトレードで、ワシントン・ナショナルズへ移籍した。
2014年1月17日にナショナルズと1年契約に合意した。この年は64試合に登板するも、防御率4.87とやや不調だった。

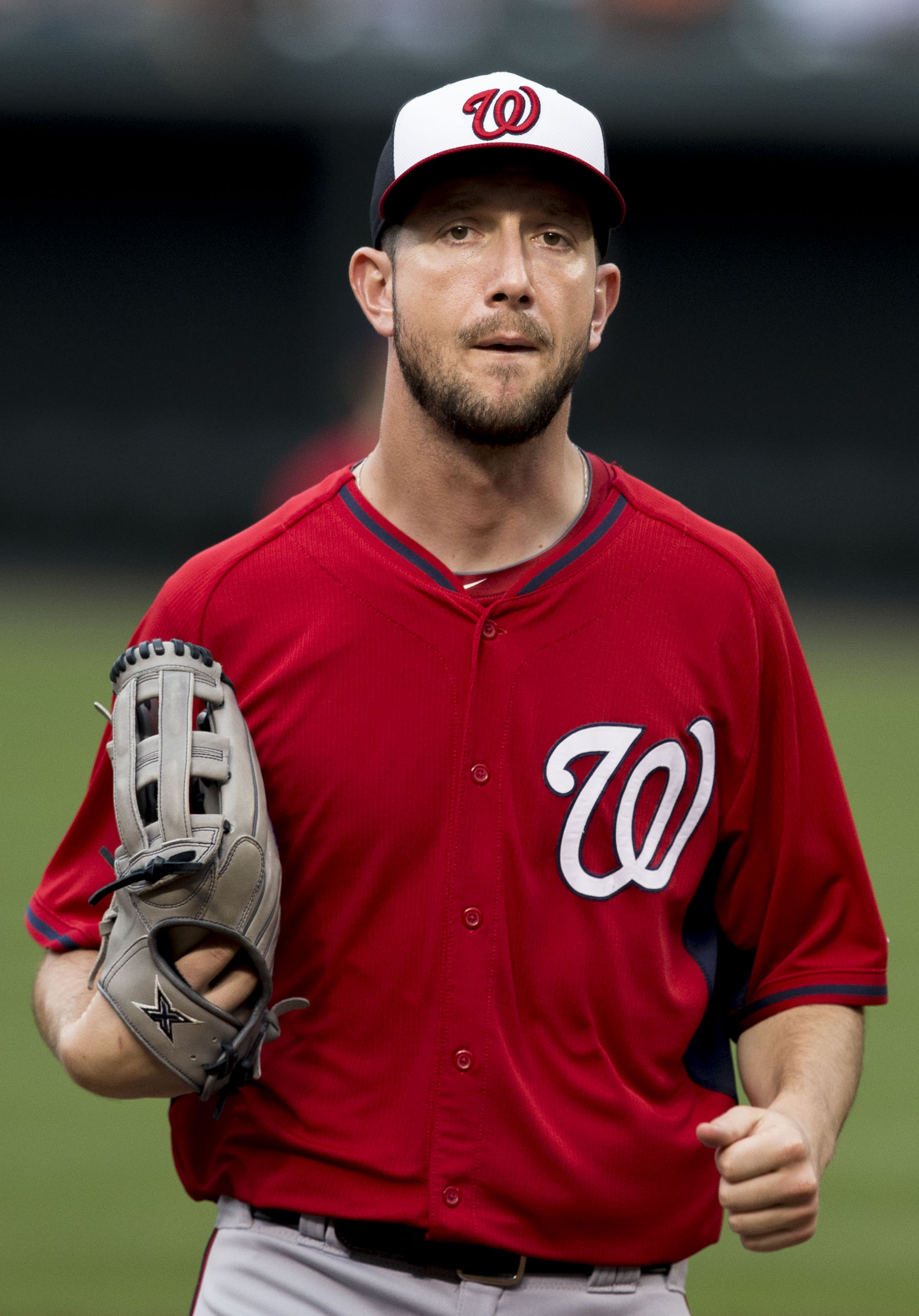
ワシントン・ナショナルズ時代
（2014年7月9日）

オフの11月7日に日米野球2014のMLB選抜に選出された。

### メッツ時代

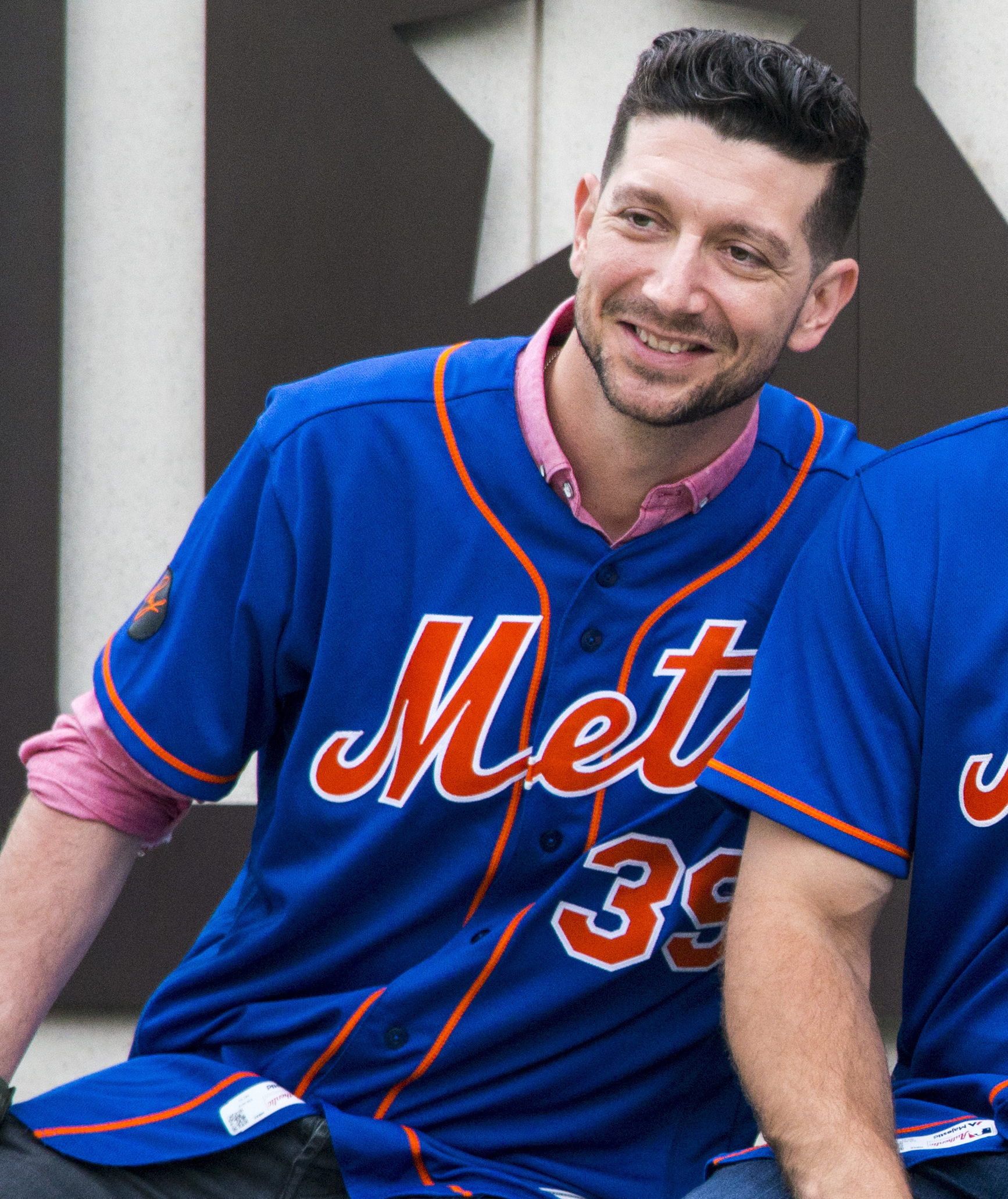
ニューヨーク・メッツでの現役時代
（2018年7月30日）

2015年3月30日にマット・デン・デッカーとのトレードで、ニューヨーク・メッツへ移籍した。オフの11月2日にフリーエージェント（FA）となった。2014年までは3年連続で60試合以上に登板していたが、2015年は2度左腕を骨折した影響で7試合だけの登板に留まった。しかし、5.0イニングを無安打・無四球と完璧に抑え、1勝を挙げた。
2016年からは背番号が39に変更となった。この年は故障から復活し、チーム内で3番目に多い73試合に登板した。オフの11月3日にFAとなったが、2017年2月9日に1年契約（2018年のオプション付き）で再契約した。
2017年は75試合に登板して6勝0敗1セーブ、防御率2.94、69奪三振を記録した。
2018年は64試合（先発1試合）に登板して3勝2敗1セーブ、防御率4.85、41奪三振を記録した。オフの10月29日にFAとなった。

### アスレチックス傘下時代
2019年2月4日にアスレチックスとマイナー契約を結び、スプリングトレーニングに招待選手として参加することになった。開幕後は傘下のAAA級ラスベガス・アビエイターズでプレーした。

### ブレーブス時代
2019年4月28日に金銭トレードで、アトランタ・ブレーブスへ移籍し、即日でメジャー契約を結んだ。5月14日にDFAとなり、17日にマイナー契約で傘下のAAA級グウィネット・ストライパーズへ配属された。5月18日に再びブレーブスとメジャー契約を結んだ。オフの10月31日にFAとなった。

### ジャイアンツ傘下時代
2020年1月20日にサンフランシスコ・ジャイアンツとマイナー契約を結び、スプリングトレーニングに招待選手として参加することになった。

### メッツ傘下時代
2020年12月11日にニューヨーク・メッツとマイナー契約を結び、スプリングトレーニングに招待選手として参加することになった。
2021年4月28日に現役引退を表明した。

## 詳細情報

### 年度別投手成績
| 年 度     | 球 団     | 登 板 | 先 発 | 完 投 | 完 封 | 無 四 球 | 勝 利 | 敗 戦 | セ 丨 ブ | ホ 丨 ル ド | 勝 率 | 打 者 | 投 球 回 | 被 安 打 | 被 本 塁 打 | 与 四 球 | 敬 遠 | 与 死 球 | 奪 三 振 | 暴 投 | ボ 丨 ク | 失 点 | 自 責 点 | 防 御 率 | W H I P |
| --------- | --------- | ----- | ----- | ----- | ----- | -------- | ----- | ----- | -------- | ----------- | ----- | ----- | -------- | -------- | ----------- | -------- | ----- | -------- | -------- | ----- | -------- | ----- | -------- | -------- | ------- |
| 2007      | OAK       | 6     | 0     | 0     | 0     | 0        | 0     | 1     | 0        | 0           | .000  | 25    | 4.2      | 8        | 1           | 2        | 0     | 0        | 3        | 0     | 0        | 6     | 5        | 9.64     | 2.14    |
| 2008      | OAK       | 36    | 0     | 0     | 0     | 0        | 1     | 3     | 0        | 5           | .250  | 156   | 37.2     | 32       | 2           | 13       | 2     | 3        | 35       | 0     | 0        | 14    | 13       | 3.11     | 1.19    |
| 2009      | OAK       | 20    | 0     | 0     | 0     | 0        | 0     | 0     | 0        | 0           | ----  | 90    | 22.1     | 19       | 2           | 6        | 1     | 0        | 23       | 0     | 0        | 12    | 12       | 4.84     | 1.12    |
| 2010      | OAK       | 63    | 0     | 0     | 0     | 0        | 2     | 1     | 1        | 11          | .667  | 220   | 48.2     | 54       | 7           | 18       | 1     | 1        | 46       | 0     | 0        | 20    | 20       | 3.70     | 1.48    |
| 2011      | OAK       | 26    | 0     | 0     | 0     | 0        | 0     | 0     | 0        | 0           | ----  | 122   | 28.1     | 24       | 2           | 14       | 1     | 1        | 26       | 0     | 0        | 14    | 9        | 2.86     | 1.34    |
| 2012      | OAK       | 63    | 0     | 0     | 0     | 0        | 5     | 1     | 1        | 14          | .833  | 261   | 65.1     | 45       | 7           | 25       | 5     | 5        | 54       | 2     | 0        | 20    | 18       | 2.48     | 1.07    |
| 2013      | OAK       | 67    | 0     | 0     | 0     | 0        | 5     | 0     | 0        | 4           | 1.000 | 245   | 60.0     | 47       | 7           | 17       | 2     | 4        | 52       | 2     | 0        | 23    | 21       | 3.15     | 1.07    |
| 2014      | WSH       | 64    | 0     | 0     | 0     | 0        | 2     | 3     | 0        | 9           | .400  | 240   | 57.1     | 48       | 3           | 23       | 6     | 1        | 66       | 2     | 0        | 31    | 31       | 4.87     | 1.24    |
| 2015      | NYM       | 7     | 0     | 0     | 0     | 0        | 1     | 0     | 0        | 5           | 1.000 | 15    | 5.0      | 0        | 0           | 0        | 0     | 0        | 4        | 0     | 0        | 0     | 0        | 0.00     | 0.00    |
| 2016      | NYM       | 73    | 0     | 0     | 0     | 0        | 4     | 2     | 2        | 16          | .667  | 178   | 42.0     | 36       | 4           | 15       | 3     | 1        | 52       | 1     | 0        | 14    | 13       | 2.79     | 1.21    |
| 2017      | NYM       | 75    | 0     | 0     | 0     | 0        | 6     | 0     | 1        | 19          | 1.000 | 217   | 49.0     | 43       | 4           | 24       | 2     | 4        | 69       | 2     | 0        | 16    | 16       | 2.94     | 1.37    |
| 2018      | NYM       | 64    | 1     | 0     | 0     | 0        | 3     | 2     | 1        | 8           | .600  | 188   | 42.2     | 36       | 6           | 22       | 1     | 5        | 41       | 1     | 0        | 24    | 23       | 4.85     | 1.36    |
| 2019      | ATL       | 45    | 0     | 0     | 0     | 0        | 1     | 0     | 1        | 10          | 1.000 | 141   | 32.1     | 25       | 5           | 16       | 2     | 2        | 37       | 2     | 0        | 15    | 14       | 3.90     | 1.27    |
| MLB：13年 | MLB：13年 | 609   | 1     | 0     | 0     | 0        | 30    | 13    | 7        | 101         | .698  | 2098  | 495.1    | 417      | 50          | 195      | 26    | 27       | 508      | 12    | 0        | 209   | 195      | 3.54     | 1.24    |

- 2019年度シーズン終了時

### 背番号
- 64（2007年）
- 13（2008年 - 2015年）
- 39（2016年 - 2018年）
- 50（2019年）

### 代表歴
- 2007 IBAFワールドカップ アメリカ合衆国代表